# Prins Clausbrug (Utrecht)
De Prins Clausbrug is een stalen tuibrug over het Amsterdam-Rijnkanaal in de stad Utrecht en is ontworpen door Ben van Berkel, die vooral bekend is als ontwerper van de Rotterdamse Erasmusbrug. De oorspronkelijk bedachte naam voor deze brug was Papendorpsebrug, maar bewoners van het Kanaleneiland kwamen op het idee om de brug naar Prins Claus te vernoemen. Prinses Máxima opende op 25 juni 2003 de naar haar schoonvader genoemde brug.
Deze brug vormt de directe oeververbinding tussen de Utrechtse buurten Kanaleneiland aan de oostzijde (waar de architect van deze brug is opgegroeid) en Bedrijvengebied Papendorp aan de westzijde van het kanaal. Bovendien ligt deze brug in de kortste route tussen sommige delen van de stad en de woonplaatsen ten westen van de stad.
Van groot belang is deze brug voor het stads- en streekbusvervoer. Het merendeel van de bussen tussen Utrecht en het gebied ten westen, zuidwesten en zuiden van de stad rijdt over de Prins Clausbrug die wat het busvervoer aangaat onderdeel uitmaakt van de Zuidradiaal. Van de vier rijstroken zijn daarom twee ingericht als vrije busbaan. Ook is deze brug aan weerszijden voorzien van een vrijliggend fietspad.
De brug is een gemeentelijk monument.

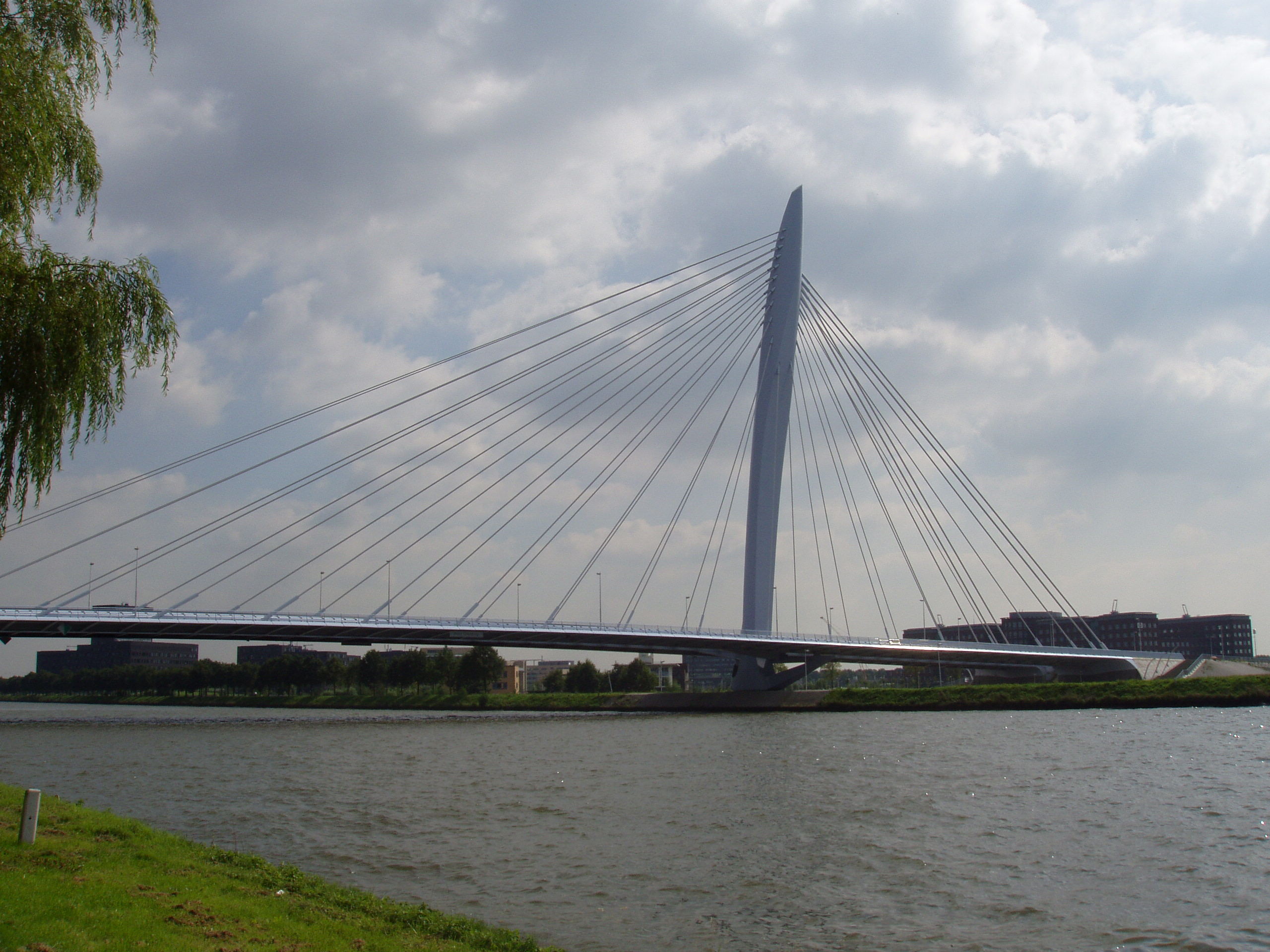
De Prins Clausbrug over het Amsterdam-Rijnkanaal; op de achtergrond Papendorp-Zuid in aanbouw Nathan Rozema, 2005
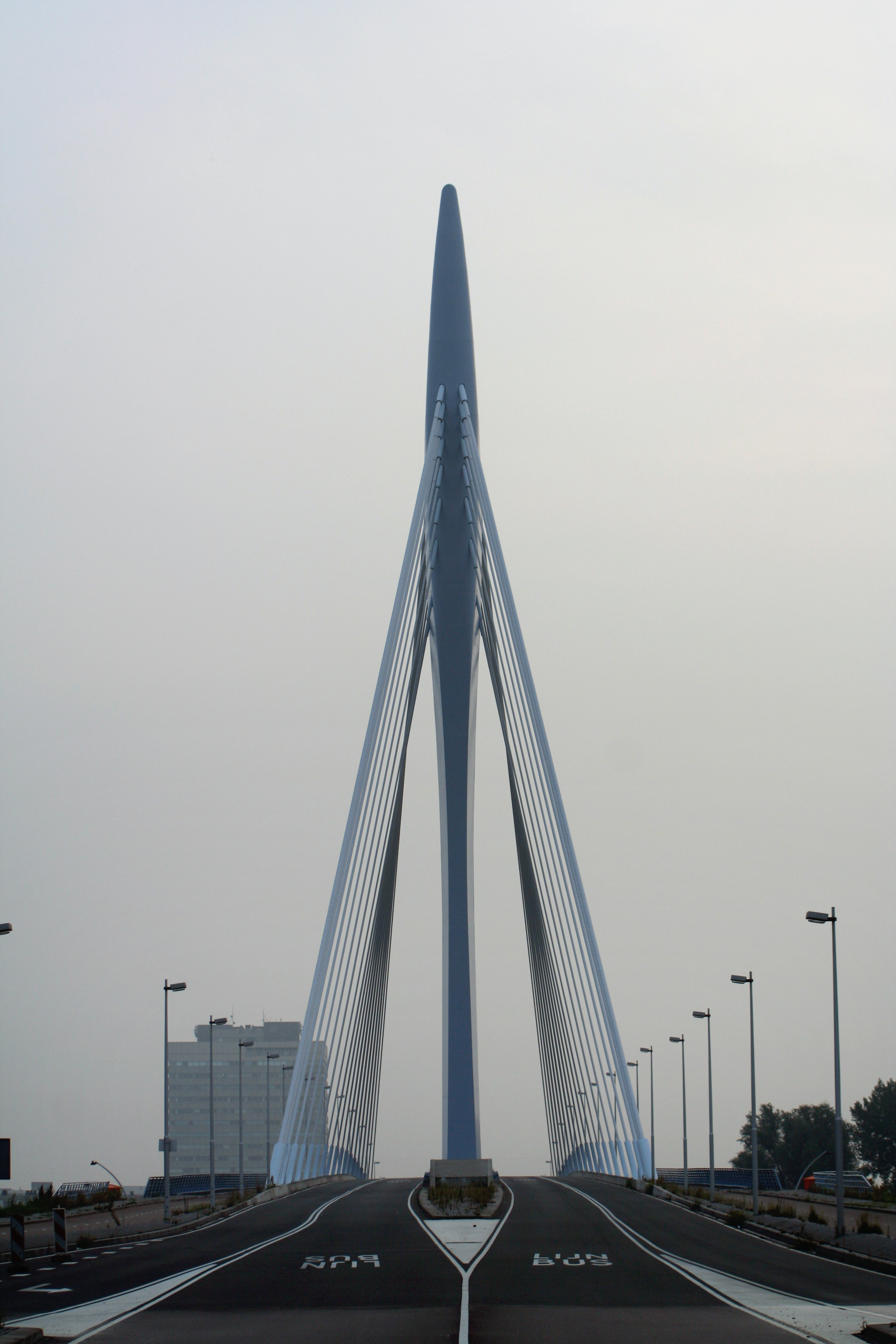
Oprit van de Prins Clausbrug aan de Papendorp-zijde Nathan Rozema, 2005
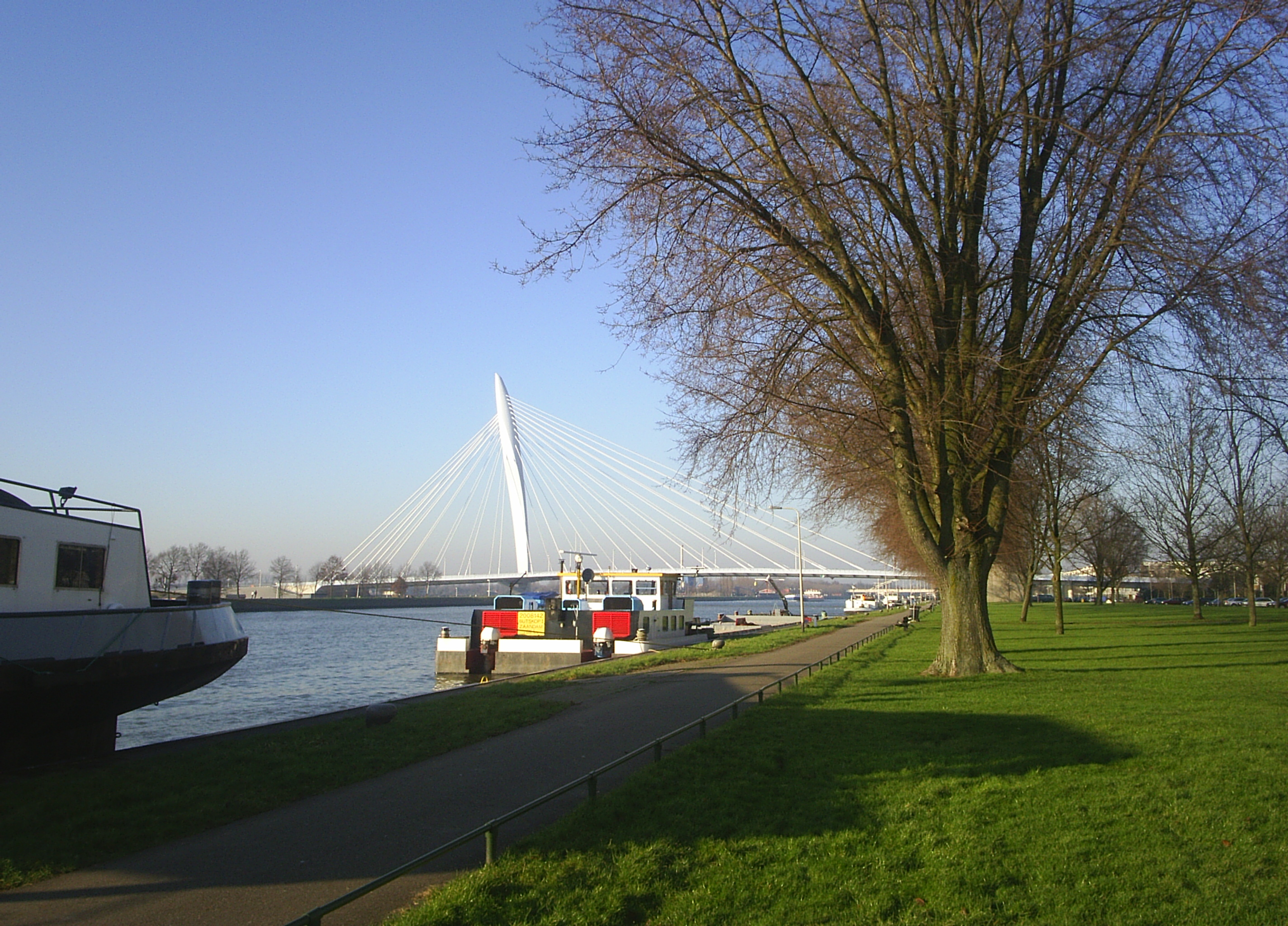
De Prins Clausbrug gezien vanuit het zuiden
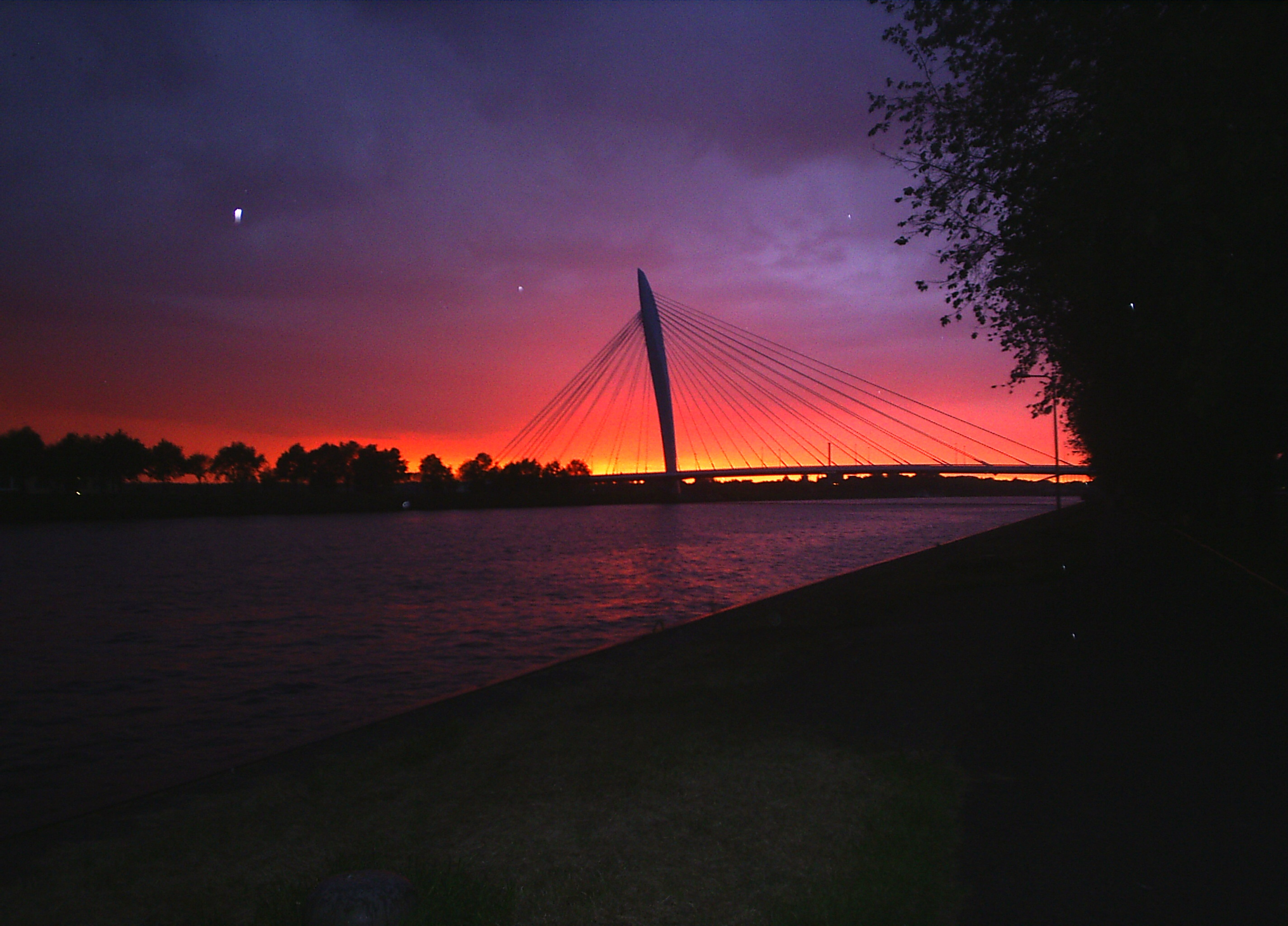
De Prins Clausbrug bij zonsondergang